# Brandi Chastain
Pour les articles homonymes, voir Chastain.
Brandi Chastain née le 21 juillet 1968 à San José, est une footballeuse américaine évoluant au poste de milieu de terrain. Elle est internationale américaine (192 sélections en équipe nationale).
Elle a joué au San Jose CyberRays en Women's United Soccer Association et au California Storm en Women's Premier Soccer League. Elle est principalement connue pour avoir inscrit le tir au but victorieux des États-Unis lors de la finale de la Coupe du monde 1999 et avoir enlevé son maillot laissant apparaître son soutien-gorge.

## Biographie
Chastain est née et a grandi à San Jose, en Californie. Elle commence à jouer au football à l'âge de huit ans . Elle joue pour l'équipe masculine de soccer après un essai réussi.
Elle joue professionnellement pour le Shiroki FC dans la Japan Women's Football League, les CyberRays de San Jose de la Women's United Soccer Association, le FC Gold Pride of Women's Professional Soccer et la California Storm of Women's Premier Soccer League.
Elle  est sélectionnée dans l'équipe nationale des États-Unis de 1988 à 2004, principalement dans les postes de défenseur et de milieu de terrain. Au cours de ses 192 sélections dans cette équipe, elle marque 30 buts. En finale de la Coupe du Monde féminine de la FIFA 1999, elle inscrit le but de la victoire aux tirs au but contre la Chine. Sa photographie par Robert Beck, exultant sur le terrain après ce but, en soutien-gorge, le maillot enlevé, ses coéquipières courant vers elle pour fêter ce but, est devenue célèbre.
En mars 2017, elle est intronisée au Temple de la renommée nationale du soccer. En 2018, elle a été intronisée au Temple de la renommée des sports de Bay Area.

## Palmarès

### Coupe du monde de football féminin
- Vainqueur des Coupes du monde de 1991 et 1999.
- 3e en 2003.

### Jeux olympiques
- Médaille d'or aux Jeux olympiques d'été de 1996 et aux Jeux olympiques d'été de 2004.
- Médaille d'argent aux Jeux olympiques d'été de 2000.

## Statistiques

### Carrière internationale
| Pays       | Année | Sélection | Sélection  | Sélection | Sélection | Sélection        |
| Pays       | Année | Matchs    | Titulaires | Minutes   | Buts      | Passes décisives |
| ---------- | ----- | --------- | ---------- | --------- | --------- | ---------------- |
| États-Unis | 1988  | 2         | 0          | 87        | 0         | 0                |
| États-Unis | 1991  | 13        | 4          | 546       | 7         | 1                |
| États-Unis | 1993  | 2         | 0          | 84        | 0         | 1                |
| États-Unis | 1996  | 23        | 23         | 1961      | 2         | 7                |
| États-Unis | 1997  | 15        | 15         | 1319      | 2         | 2                |
| États-Unis | 1998  | 24        | 22         | 1891      | 5         | 4                |
| États-Unis | 1999  | 27        | 21         | 2035      | 5         | 5                |
| États-Unis | 2000  | 34        | 32         | 2520      | 4         | 3                |
| États-Unis | 2001  | 3         | 3          | 250       | 0         | 0                |
| États-Unis | 2002  | 15        | 14         | 1061      | 4         | 0                |
| États-Unis | 2003  | 14        | 13         | 1080      | 1         | 1                |
| États-Unis | 2004  | 20        | 13         | 1149      | 0         | 2                |
| Total      | 12    | 192       | 160        | 13983     | 30        | 26               |